# Sergei Alexejewitsch Lipinez
Sergei Alexejewitsch Lipinez (russisch Сергей Алексеевич Липинец; * 23. März 1989 in Martuk, Kasachische Sozialistische Sowjetrepublik) ist ein russischer Profiboxer kasachischer Herkunft und ehemaliger Weltmeister der IBF im Halbweltergewicht.

## Kickboxen und Amateurboxen
Sergei Lipinez gewann als Vollkontakt-Kickboxer im Halbweltergewicht die Goldmedaille bei der WAKO-Europameisterschaft 2012 in Bukarest und die Silbermedaille bei den World Combat Games 2013 in Sankt Petersburg. Als Amateurboxer gewann er 2012 Bronze im Halbweltergewicht bei den Moskauer Meisterschaften.

## Profikarriere
Sergei Lipinez begann seine Profikarriere 2014 in Russland und wurde später vom US-Promoter Al Haymon unter Vertrag genommen. Trainiert wurde er bisher unter anderem von Buddy McGirt und Joe Goossen. Nach 12 Siegen in Folge, darunter gegen Boxer mit positiven Bilanzen wie Kendal Mena (20-1), Haskell Rhodes (23-0), Walter Castillo (26-3) und Leonardo Zappavigna (35-2), boxte er am 4. November 2017 im Barclays Center von Brooklyn als Nummer-1-Herausforderer um den vakanten IBF-Weltmeistertitel im Halbweltergewicht und siegte einstimmig nach Punkten gegen den von der IBF auf Rang 3 gesetzten Japaner Akihiro Kondo (29-6).
Am 10. März 2018 verlor er den Titel in seiner ersten Verteidigung durch eine Punktniederlage gegen den vom Ring Magazine auf Platz 1 der Weltrangliste gesetzten Mexikaner Miguel García (37-0).
Im März 2019 siegte er gegen Lamont Peterson (35-4) und erreichte am 24. Oktober 2020 beim Kampf um die Interims-Weltmeisterschaft der IBF im Weltergewicht ein Unentschieden gegen den Kanadier Custio Clayton (18-0).
Am 10. April 2021 verlor er durch KO in der sechsten Runde gegen den US-Amerikaner Jaron Ennis (26-0).
Seinen nächsten Kampf gewann er im August 2022 gegen Omar Figueroa (28-2).

## Privates
Lipinez kam im Kindesalter mit seiner Familie von Kasachstan nach Russland und begann seine Kampfsportkarriere mit Kickboxen, ehe er zum Boxen kam. Er ist in Osjory, Oblast Moskau, aufgewachsen. Aufgrund seiner Profikarriere lebt er in Woodland Hills, Kalifornien. Er ist verheiratet und Vater eines Kindes.